# اچ‌ام‌اس اکو (اچ۲۳)
اچ‌ام‌اس اکو (اچ۲۳) (به انگلیسی: HMS Echo (H23)) یک کشتی بود که طول آن ۳۱۸ فوت ۳ اینچ (۹۷٫۰۰ متر) بود. این کشتی در سال ۱۹۳۴ ساخته شد.